# Darwinia diosmoides
Darwinia diosmoides là một loài thực vật có hoa trong Họ Đào kim nương. Loài này được (DC.) Benth. mô tả khoa học đầu tiên năm 1867.